# 紀元前220年
紀元前220年（きげんぜん220ねん）は、ローマ暦の年である。
当時は、「ラエウィヌス/カトゥルスとスカエウォラ/ピロが共和政ローマ執政官に就任した年」として知られていた（もしくは、それほど使われてはいないが、ローマ建国紀元534年）。紀年法として西暦（キリスト紀元）がヨーロッパで広く普及した中世時代初期以降、この年は紀元前220年と表記されるのが一般的となった。

## 他の紀年法
- 干支 : 辛巳
- 日本
  - 皇紀441年
  - 孝霊天皇71年
- 中国 : 秦 -  始皇27年
- 朝鮮 :
- ベトナム :
- 仏滅紀元 : 325年
- ユダヤ暦 :

## できごと

### ギリシア
- 味方のイリュリア人であるスケルディライダスと共に、ファロスのデメトリウスは、ローマの保護下にあるイリュリアの諸都市を攻撃し、ギリシアの海域に海賊小艦隊を進めた。ペロポネソス半島にあるメッセニア海岸のアカイア人の都市ピュロスを攻撃したが、成功しなかった。
- スケルディライダスとアイトーリア人がアカイアに進攻する。キュナイタ人の裏切り者の助けを借り、アルカディア北部の町キュナイタを攻撃し奪った。
- ローマは第二次イリュリア戦争に参加し、イリュリア海賊に再び打撃を与える。
- デメトリウスは、ローマの影響に憤慨しているマケドニア王ピリッポス5世からの逃げ場を探す。ローマはデメトリウスの主要な港であるファロスとDimillosを占領する。
- シキュオンのアトラスが、ピリッポス5世が主導権を握るヘラス同盟の支援を得て、アエトリア人の侵略に反撃する。同盟市戦争の結果、ピリッポス5世の煽動の元、ヘラス同盟のギリシアの国々はコリントスに招集された。彼はアイトリア、スパルタ、エリスとの戦いへとヘラス同盟を導いた。
- クレタ島で、ゴルテュン人がマラタを占領する。

### セレウコス朝
- モロンがセレウコス朝王国の主要部を占領し王を称したことにより、宰相ヘルメイアスの助言により、アンティオコスはシリア北部からのエジプト遠征を断念する。アンティオコスは代わりにモロンに進軍し、アポロニアの戦いで、ティグリス川の土手でモロンとその兄弟のアレクサンドロスを打ち破り、殺害する。アンティオコスはさらにメディア北西部のアトロパテネ王国を征服する。
- アンティオコス3世とラオディケ2世(ポントス王ミトリダテス2世の娘)の間に息子が誕生する。ヘルメイアスは、王を除けば幼い息子の名目で王国を支配できると考えるようになる。アンティオコス3世は、計画を発見し、ヘルメイアスの暗殺を手配する。

### アナトリア
- アンティオコス3世の司令官のアケウスが、ペルガモンのアッタロス1世が獲得した全ての領地を回復するが、宰相ヘルメイアスが反乱を企んでいるという讒言をする。自衛のため、アケウスは王を称しセレウコス朝の領地のアナトリアを支配する。

### エジプト
- アルシノエ3世が兄弟のプトレマイオス4世と結婚する。

### 共和政ローマ
- ケンソルのガイウス・フラミニウスの任期中、カンプス・マルティウスにフラミニウス競技場が建築され、ローマからアリミヌム(リミニ)に至るフラミニウス街道が敷設された。
- ガリア・キサルピナに植民市クレモナとプラケンティアが造られた。

### 中国
- 始皇帝が中国全土を結ぶ樹状道路システムを開始し、地域ごとの防壁を繋げて万里の長城の原型を作る。
- 始皇帝は、隴西と北地を巡り、鶏頭山に至り、回中をまわる。信宮を渭南に作り、極廟と改名する。極廟から驪山に道は通じさせ、甘泉前殿を作り、甬道を作って咸陽と連絡させた。馳道を作って天下をつなげた。

## トピック

### 芸術
- 『妻を殺害し自害するガリア人族長』と呼ばれる銅像が作られる（おおよその年代）。オリジナル像のローマ時代の模作は現在ローマ市のローマ国立博物館に保存されている。
- 『瀕死のガリア人ラッパ吹き』と呼ばれる銅像が(恐らくエピゴノスにより)(紀元前230年から紀元前220年に)作られる。オリジナル像の大理石の模作は現在、ローマ市のカピトリーノ美術館に保存されている。

## 死去
- サモスのコノン：古代ギリシャの数学者、天文学者。彼の円錐曲線(平面と直円錐の交差の曲線)の研究は、ペルガのアポロニウス(紀元前280年)の『円錐曲線』の第四の本の基礎となった。
- モロン：アンティオコス3世の将軍、反乱を起こした
- ヘルメイアス：セレウコス3世の寵臣、宰相。また短期間アンティオコス3世の宰相であった。